# Мусса, Идрис Нделе
Идрис Нделе Мусса (фр. Idriss Ndele Moussa; 17 апреля 1959, Чад — 20 мая 2013) — чадский политик, председатель Панафриканского парламента (2009—2012).
Мусса занимал ряд руководящих должностей в Национальном собрании Чада, а также работал в течение нескольких лет в Панафриканском парламенте. 
Он также занимал пост генерального секретаря Высшего переходного совета, который действовал в качестве временного парламента в Чаде. Затем был членом миссии Африканского союза по наблюдению за парламентскими выборами на Маврикии в 2005 году, членом миссии Панафриканского парламента на всеобщих выборах в Зимбабве в 2008 году и главой миссии Панафриканского парламента на парламентских выборах в Анголе в 2008 году. 
По профессии Мусса хирург-стоматолог. Работал ассистентом профессора медицинского факультета в Университете Нджамены. Он женат, имеет шестерых детей.
Погиб 20 мая 2013 года в автокатастрофе.